# 豊見城郵便局
豊見城郵便局（とみぐすくゆうびんきょく）は沖縄県豊見城市にある郵便局。民営化前の分類では集配普通郵便局であった。

## 概要
住所：〒901-0299 沖縄県豊見城市上田531-1

## 沿革
- 1903年（明治36年）12月10日 - 豊見城郵便受取所として開設[1]。
- 1905年（明治38年）4月1日 - 豊見城郵便局（三等）となる。
- 1945年（昭和20年） - 沖縄が、米軍統治下に入る。
- 1972年（昭和47年）5月15日 - 沖縄返還に伴い、郵政省沖縄郵政管理事務所管轄の集配特定郵便局である豊見城郵便局として設置[2]。
- 1992年（平成4年）5月15日 - 特定郵便局から普通郵便局に局種別改定。
- 2000年（平成12年）8月14日 - 外国通貨の両替および旅行小切手の売買に関する業務取扱を開始。
- 2007年（平成19年）10月1日 - 民営化に伴い、併設された郵便事業豊見城支店に一部業務を移管。
- 2012年（平成24年）10月1日 - 日本郵便株式会社の発足に伴い、郵便事業豊見城支店を豊見城郵便局に統合。

## 歴史
開設当初は字豊見城にあった。1941年（昭和16年）2月1日に特定郵便局となる。沖縄戦のため1945年（昭和20年）3月に業務を停止し、4月に入るとアメリカ軍の砲撃を受けて全焼した。重要書類は防空壕に退避させていたものの腐食によって失われている。終戦後の1945年（昭和20年）10月1日までに茅葺きの応急局舎で業務を再開し、翌1946年（昭和21年）2月22日に集配局として開局した。当時、郵便物は小禄郵便局へ送られ、そこからバスに便乗する形で輸送されていた。1951年（昭和26年）9月17日から郵便専用自動車が使われるようになり、那覇郵便局と玉城郵便局を結ぶルートにて輸送されていた。1967年（昭和42年）11月29日に鉄筋コンクリート造りの局舎が完成した。

## 取扱内容
- 郵便、印紙、ゆうパック、内容証明
- 貯金、為替、振替、振込、国際送金、国債、投資信託
- 生命保険、バイク自賠責保険、自動車保険、がん保険、引受条件緩和型医療保険
- ゆうちょ銀行ATM
- 「901-02xx」区域（豊見城市内全域）の集配業務
- ゆうゆう窓口

## 周辺
- 豊見城総合公園
- 豊見城市立豊見城中学校
- 豊見城市立上田小学校
- サンエー豊見城ウィングシティ
- 饒波川

## アクセス
- 豊見城郵便局前バス停（那覇バス）下車、徒歩1分
- 那覇空港自動車道 豊見城ICから北西へ約1km